# Lower Shelton
Lower Shelton – wieś w Anglii, w hrabstwie ceremonialnym Bedfordshire, w dystrykcie (unitary authority) Central Bedfordshire. Leży 9 km na południowy zachód od centrum miasta Bedford i 70 km na północny zachód od centrum Londynu.